# Munetaka Higuchi
Munetaka Higuchi (jap. 樋口宗孝 Higuchi Munetaka) (ur. 24 grudnia 1958, zm. 30 listopada 2008) – japoński perkusista. Muzyk był wieloletnim perkusistą i współzałożycielem heavymetalowej grupy Loudness. Nagrał dwa albumy solowe Destruction (1983) i Free World (1997), przy którym współpracował m.in. z gitarzystą Steve'em Vaiem i basistą Billym Sheehanem.
Higuchi pod koniec życia cierpiał na raka wątroby, zmarł 30 listopada 2008 roku w szpitalu w Osace.

## Dyskografia
Solo
- Destruction (21 maja 1983, Columbia)
- Free World (12 marca 1997, BMG)
- Munetaka Higuchi Drum Collection (23 sierpnia 2006, kompilacja, Tokuma Japan Communications)